# Hoher Riffler (Zillertalské Alpy)

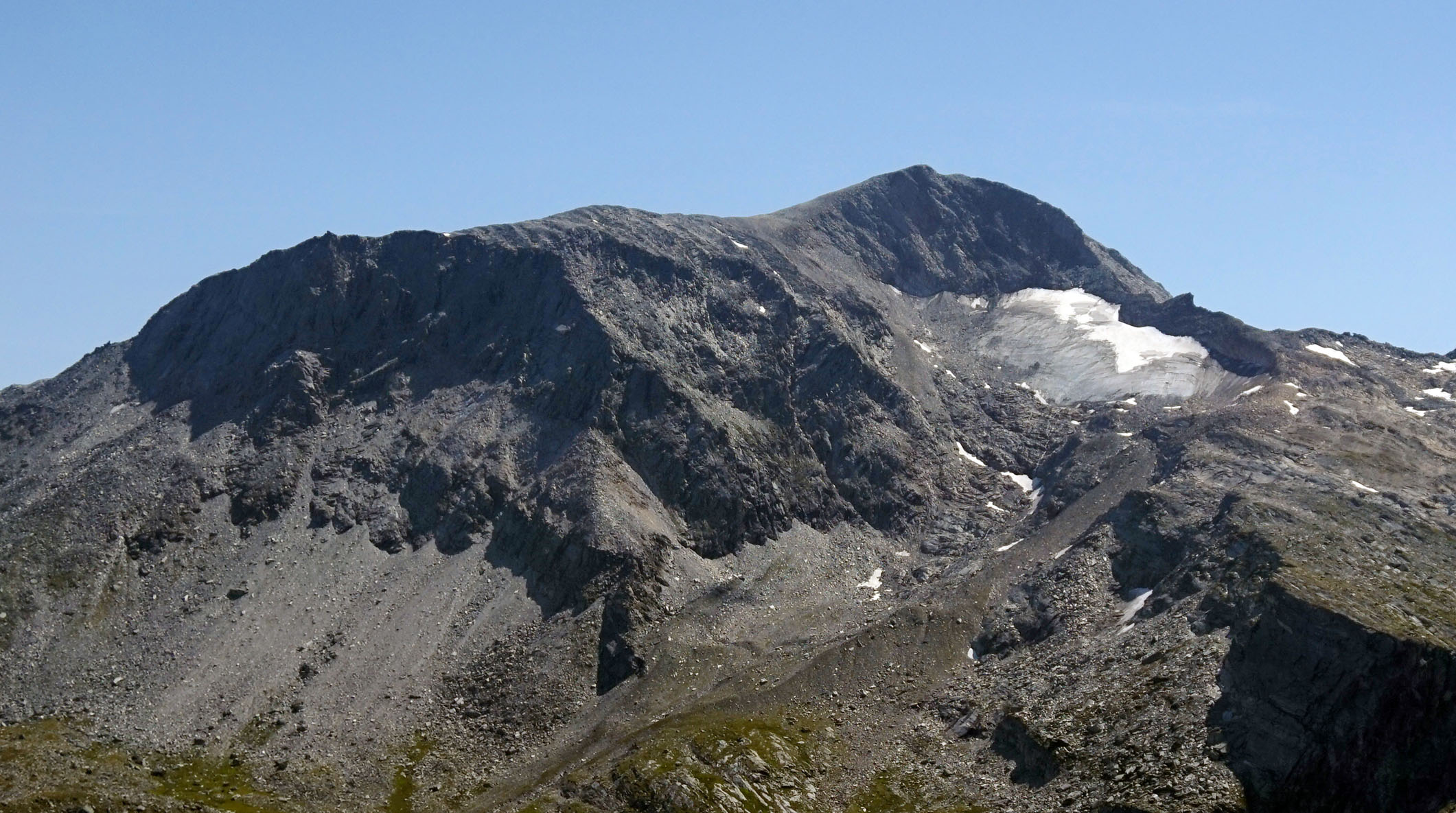

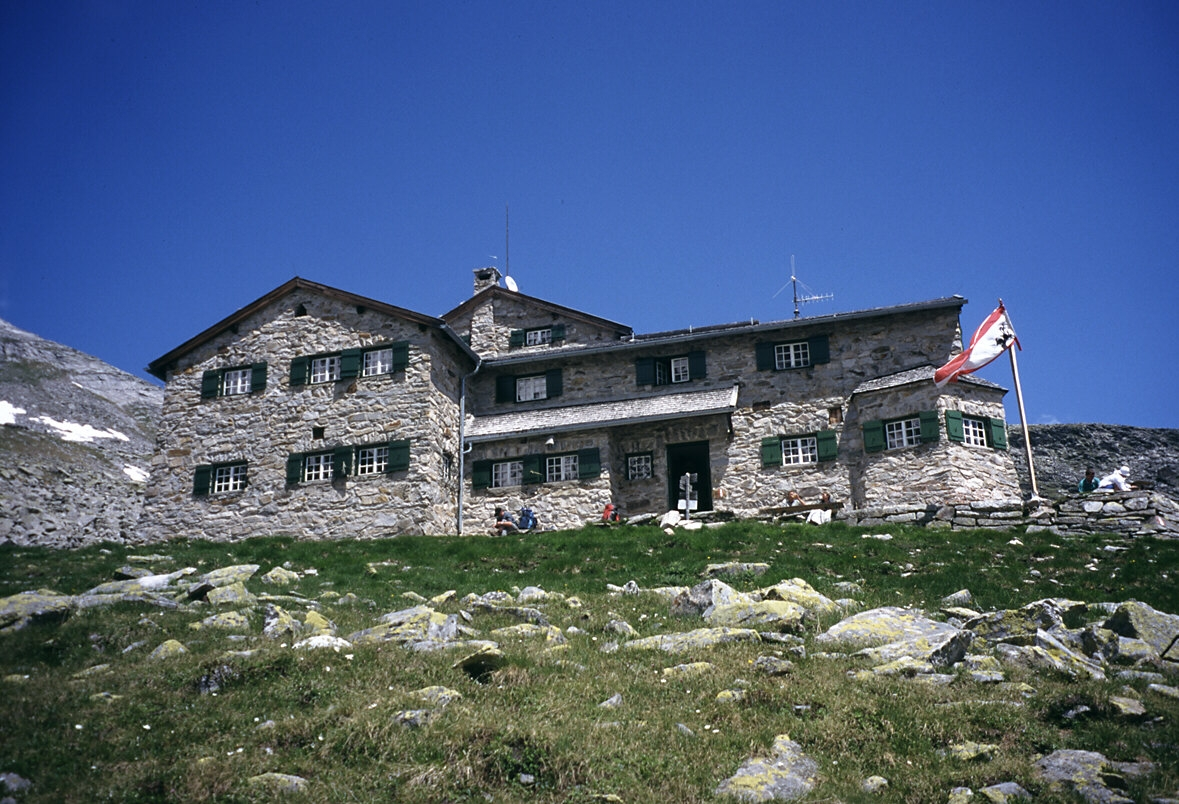
Friesenberghaus

Hoher Riffler je hora ležící v Rakousku v severní části pohoří Zillertalské Alpy. Nachází se ve střední části Tuxského hřebene (Tuxer Kamm). Jedná se o podstatně méně navštěvovaný vrchol než sousední Olperer (3 476 m) nad střediskem Hintertux. V zimě je hora oblíbeným cílem skialpinistů.

## Výstup
Přestože Hoher Riffler obklopují ze severní strany hned dva ledovce (Federbettkees a Schwarzbrunnerkees) lze na vrchol vystoupit tzv. „suchou nohou“. Cesty k vrcholu jsou jednoduché a průměrně zdatnému vysokohorskému turistovi nebude výstup činit potíže.
Jih
Nejjednodušší výstup na Hoher Riffler je cestou od chaty Friesenberghaus (2 498 m) od jihu. Cesta stoupá sutěmi, později po kammených blocích jižním ramenem. V závěru překračuje několik sněžných polí a vystupuje na vrchol.
Druhou variantou je výstup od chaty po místy zajištěné cestě č. 526 do sedla Frisenbergscharte (2 910 m). Odsud neznačeným a nejištěným západním hřebenem (I.UIAA) k vrcholu. Tato cesta je náročnější a delší než předchozí varianta.
Sever
Od severu lze na vrchol vystoupit od chaty Spannagelhaus (také Weryhütte, 2 531 m). Ta ve svém závěru pod sedlem Frisenbergscharte překračuje ledovec Schwarzbrunnerkees a v sedle se spojuje s cestou od jihu vedoucí po západním hřebeni.

## Horské chaty
- Frisenberghaus (2 498 m)
Chata stojí v příjemném prostředí jezírka Frisenbergsee. Otevřena od začátku července do konce září. Kapacita je 56 míst. Vlastníkem německá odnož horského spolku Alpenverein.
- Spannagelhaus (2 531 m)
Spannagelhaus stojí pod ledovcem Tuxer Ferner (celoroční lyžování). Původní chata byla postavena již v roce 1885. v roce 1908 byla přestavěna. V roce 1978 byla přistavěna další část. Chata je otevřena celoročně, jen v červnu je zavřena. Kapacita 47 lůžek.

## Mapy
- Kompass č. 37 (Zilertaller Alpen, Tuxer Alpen) - 1:50 000